# Torrozelas
40° 12′ 04,392″ N, 7° 59′ 30,228″ O
Torrozelas é uma aldeia que pertence à freguesia e concelho de Arganil, Distrito de Coimbra, situada na Serra do Açor. Encontra-se localizada a cerca de 600 metros de altitude, estando ladeada pelas aldeias de Aveleira, Monte Redondo, Salgueiro e Folques.
É muito provável que o topónimo Torrozelas derive da palavra latina "turris", que significava torre, e a sua evolução fonética terá sido semelhante à do vocábulo Torrozelo que é uma antiga freguesia portuguesa do município de Seia, na província da Beira Alta. 
Situa-se num ponto alto, de onde é possível ter uma ampla visão sobre vales profundos, situação que pela sua posição estratégica tinha alguma semelhança com "torres" de vigilância, pois a privilegiada posição dos seus Penedos constituía, efetivamente, uma fortaleza quase inacessível. E a origem "castrense" de Torrozelas até pode ajudar a compreender a má localização do povoado.

## História

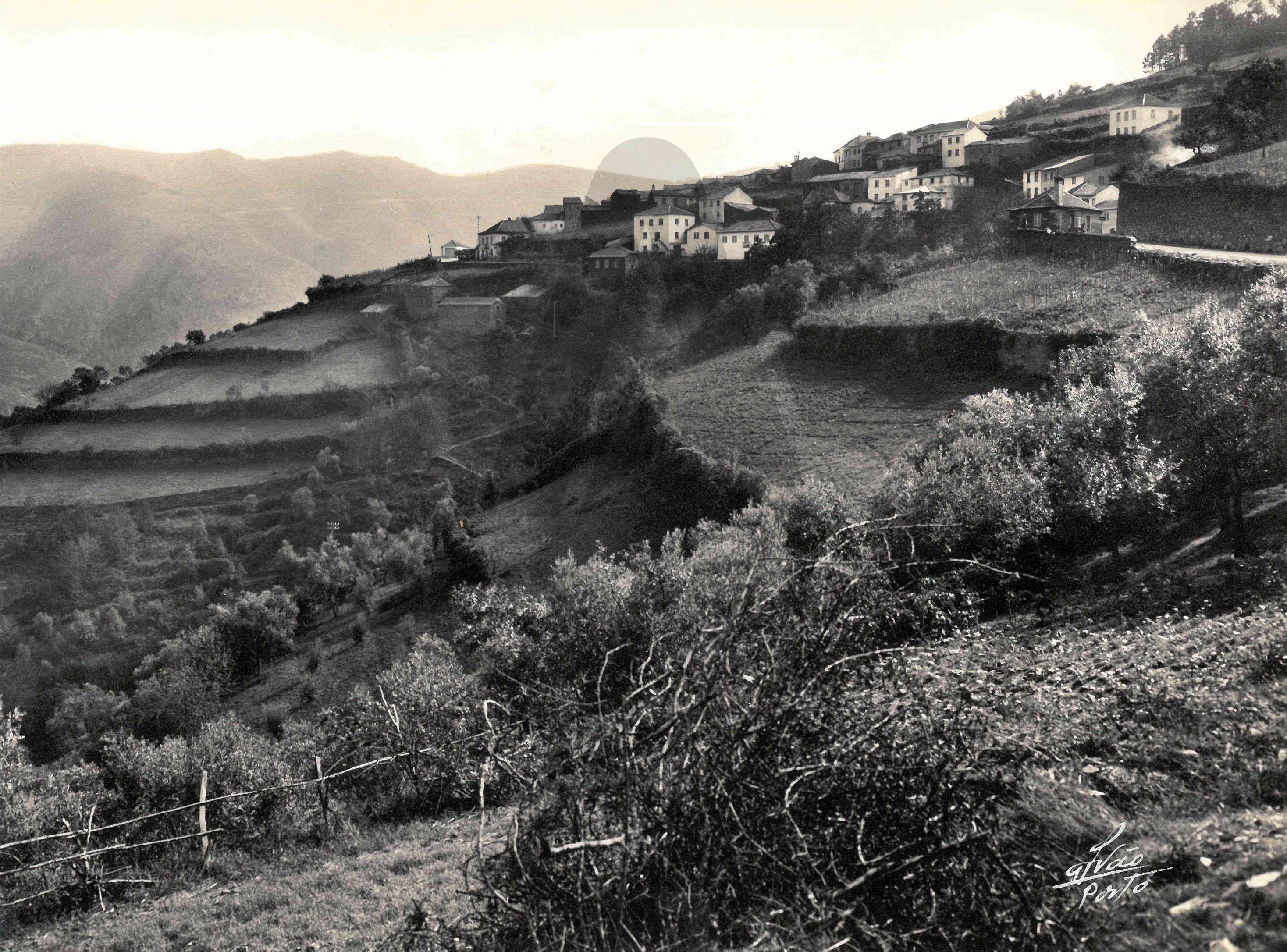
Vista sobre a Aldeia de Torrozelas em 1961 (Arquivo Municipal de Arganil)

Entregues à pastorícia, os primitivos habitantes de Torrozelas viveram muito tempo isolados, um tanto pela posição montanhosa do lugar, outro tanto por que os povoadores procuravam, preferencialmente, instalar-se em terras onde fosse possível o exercício da agricultura. Torrozelas possuiu, no entanto, sempre uma considerável densidade demográfica o que, em parte, se explicou pelo facto da sua localização funcionar, simultaneamente, como porta de entrada e de saída para uma vasta zona serrana, bem como para uma área que gravitava em torno do maior núcleo urbano da zona: Arganil. 
Entretanto, em 1758, e de acordo com o relatório elaborado pelo Reitor de Arganil, houve um acréscimo populacional da zona que gerou, naturalmente, uma maior dinâmica económica pelo que em princípios do século XIX já por aqui existiam prósperos comerciantes. 
Em 1864 surgiu um fluxo migratório potenciado pelo caminho-de-ferro, que ligou Lisboa ao Porto, foi um fator de progresso, mas também o princípio do declínio populacional das terras do interior.  

## População
| 2001 | 2011 | 2021 |
| ---- | ---- | ---- |
| 38   | 49   | 27   |

## Escassez de água - Pia da Estrada
Os Torrozelenses sempre tiveram uma grave carência de abastecimento de água, fruto da localização do povoado estar distante de linhas de água naturais, o que levou os habitantes a rubricarem um auto de partilha de águas para regas que é, efetivamente, uma prova de solidariedade e também de uma inegável cultura cívica. No entanto, o problema continuava a prejudicar gravemente os consumos domésticos e os hábitos de higiene. Por isso, alguns anos mais tarde, os seus habitantes sentiram a necessidade de se unirem para arranjar solução para este problema, pelo que se formaram duas comissões para angariação de fundos. Com o dinheiro conseguido foi possível captar água na Quinta da Boavista e na barroca do Salgueiro que foi conduzida para uma pia de pedra instalada no terreiro do Santo (e que parece ainda hoje existir) e que fora trazida da Quinta do Mosteiro. Os festejos da inauguração deste melhoramento ocorreram em Julho de 1916. 
Esta pia, hoje localizada junto à estrada, deve ter sido o primeiro reservatório de água para abastecimento da população. 
Contudo, com o passar dos anos foi imperativo proceder a melhoramentos no abastecimento de água à população, pelo que foi com o usual entusiasmo que os torrozelenses puseram sempre nos seus empreendimentos, que em maio de 1946, noticiava-se que já corria água nas canalizações, tendo o depósito ficado situado nos Carreiros. Os fontanários localizam-se no Terreiro do Santo e no Soito (com bebedouro) à beira da estrada. 

## Estrada de Penetração na Serra
No final do século XIX começa a ganhar também volume a ideia da abertura da Estrada de Penetração na Serra. A primeira notícia que há sobre esta via remonta a 1876, quando o Governo Civil de Coimbra incumbiu a Câmara Municipal de Arganil do seu estudo, pois essa estrada iria funcionar como a ligação privilegiada entre a capital do distrito e Castelo Branco. 
Esta via, que movimentou de forma supramunicipal diversas entidades, para além de retirar diversas localidades do isolamento, foi ainda um forte contributo para minimizar o problema do desemprego que então, com extrema gravidade, se fazia sentir. 

E de imediato se deu início à abertura do 1.° troço, entre Arganil e Folques, com o traçado que ainda hoje se mantém, ficando concluída antes de 1900, com prolongamento até à Quinta do Mosteiro. 
A questão da abertura da Estrada de Penetração na Serra é um processo singular, na medida em que foi possível, vencendo bairrismo doentios, envolver entidades de diversas freguesias de modo a criar um projeto de dimensão regional. Mas, entretanto, levanta-se uma questão técnica que era a de saber por onde seguiria a estrada a partir de Folques. Assim, escolheu-se um itinerário quase idêntico ao que veio a ser executado, residindo a diferença na chamada curva da 'Barco, no cimo de Folques. 
O primeiro troço da estrada a ser aberto foi o que liga Folques ao Cabeço do Mioto, na distância de 1070 metros, e os trabalhos foram iniciados em março de 1934. 
Vale a pena recordar como o correspondente de "A Comarca de Arganil" em Torrozelas descreveu esse momento histórico: “Pouco depois eram os trabalhos iniciados, em frente da capela do Senhor dos Aflitos, um pouco para o lado do ramal das Carreras, com um troço de 30 homens que, gratuitamente, quiseram iniciar este tão grande melhoramento. Não sabemos descrever a alegria que depois de apossou de todos os presentes. E essa alegria é bem justificada, por vermos a caminho da realização uma velha aspiração que quase constituía uma utopia". 
Em junho de 1936, já se encontrava quase concluído o primeiro troço da estrada (Folques-Cabeço do Mioto) e na reunião do dia 16 desse mês, a Comissão decide encetar diligências para estudo do 2° troço, ou seja até Torrozelas. No dia 23 de agosto desse mesmo ano foi inaugurada esta estrada. Em setembro, foram dados os primeiros passos para solicitar uma comparticipação para o 3° troço, Torrozelas-Selada das Eiras. 

## Comissão de Melhoramentos
O fenómeno associativista estava em marcha em diversas freguesias do concelho, mas apenas ao nível das sedes, e a sua razão de ser prendia-se com a vontade de melhorar as condições de vida, facto que passava, não obstante as promessas, ao lado dos organismos oficiais. Assim, pelos anos 30, gera-se o grande movimento de formação de Ligas e Comissões de Melhoramentos, pelo que não admira que os naturais de Torrozelas se tenham reunido no dia 24 de Outubro de 1932, a sede do Grémio da Comarca de Arganil, sendo esta reunião presidida pelo dr. Júlio da Cruz Neves, funcionando como secretários José dos Reis Júnior e Artur Alves. 
No entanto a Comissão de Melhoramentos, com reconhecimento, só será formada a 1 de Janeiro de 1957, mas os seus mentores vão trabalhando, tais como os seus antecessores, ou seja de forma intensa e sistemática no sentido de conseguirem o melhor para a sua terra. 

## Automóvel antes da Estrada
Nos anos 30 o objetivo prioritário dos torrozelenses era a construção de uma estrada. No entanto, mesmo antes da via de comunicação chegar à localidade, passou pelas Torrozelas a máquina que viria a revolucionar a vida dos nossos dias, o automóvel. 
Esse acontecimento histórico correu em Julho de 1933, sendo autor da proeza o arganilense Romão Jorge, que nesta data deu início a uma série de incursões por terras isoladas do concelho de Arganil e Pampilhosa da Serra. Nesse dia, foi apelidado como o "Herói das Serras", levou o seu Ford a percorrer trajetos, possivelmente só transitáveis por carros de bois ou pastores, saindo de Arganil pelo Casal de S. José, no sentido da Aveleira, indo até Cepos de onde desceu para Torrozelas. Na sua companhia viajavam os arganilenses Armando Ferreira Machado, José Castanheira Nunes, Guilherme Marques Coelho e José Lopes Morgado. 

## Capela Nossa Senhora dos Milagres

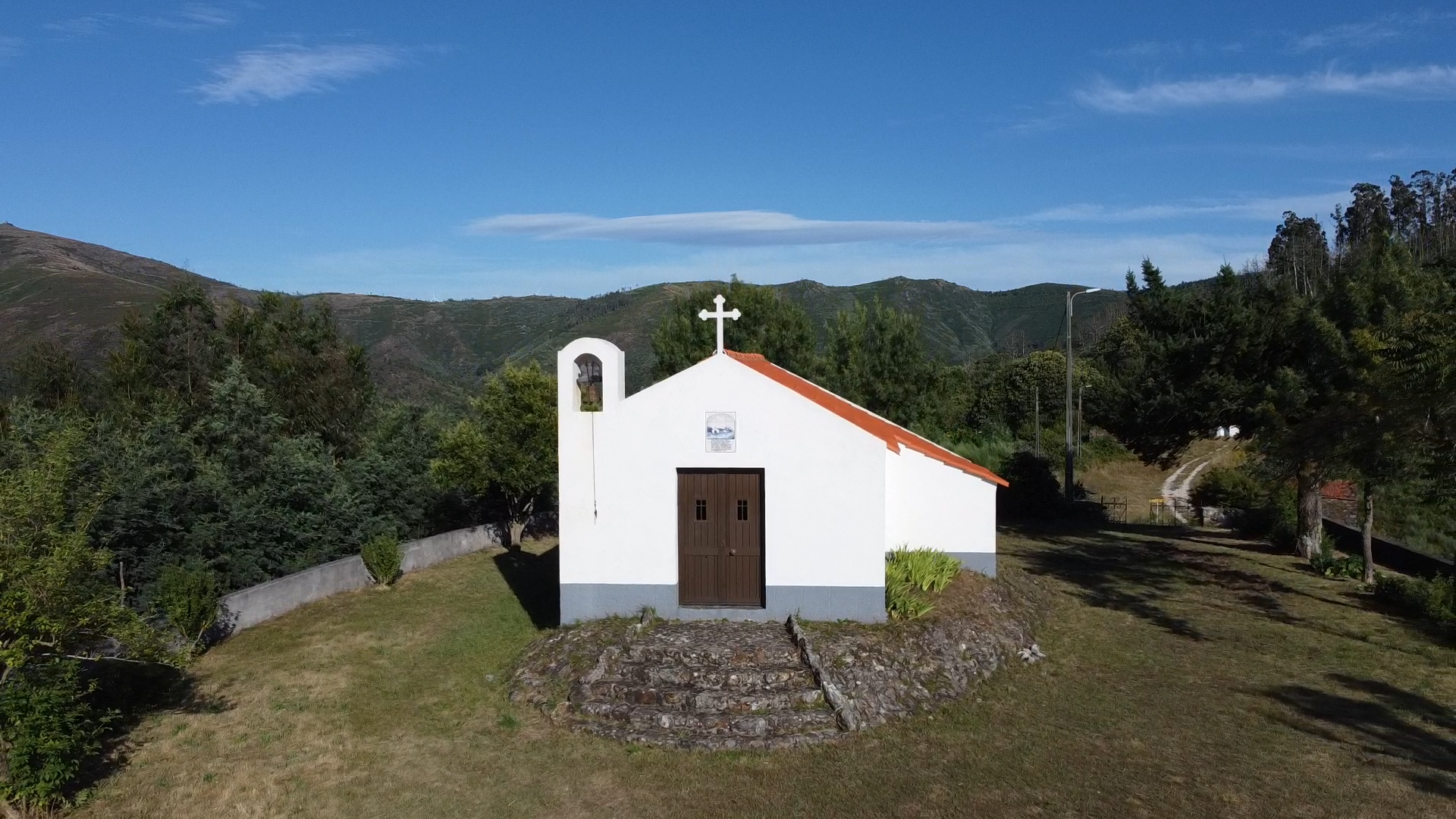
Capela da Nossa Senhora dos Milagres em 2021

A capela de Nossa Senhora dos Milagres foi inaugurada em 1893 a pedido de  João da Cruz Lavrador . Situa-se na Eira, nas proximidades dos Penedos, sítio de onde se capta uma visão soberba sobre o vale do Alva, e se vislumbra as serras da Lousã e Caramulo. A capela de Nossa Senhora dos Milagres é assim uma das construções patrimoniais mais antigas de Torrozelas, pois a outra capela, localizada no meio da povoação, tendo como patrono Santo Antão, foi completamente reconstruída já nos nosso dias. 

## Carreira
No jornal "A Comarca de Arganil", em Outubro de 1936, são especificados os principais projetos da Comissão de Melhoramentos: calcetamento das ruas; construção de um largo junto ao chafariz do Soito, onde os carros e automóveis pudessem, facilmente, executar as suas manobras; reparação do lavadouro do chafariz; caiação das casas; e instalação da eletricidade. 
No dia 5 de Julho de 1937, Torrozelas deu mais um passo na quebra do isolamento em que tinha estado, com a inauguração da carreira diária para a Lousã, serviço a cargo da Empresa Automobilista Folquense. Mas este não teve muita duração, porque com a venda da empresa, os novos proprietários, a Empresa Automobilista Arganilense, decidiram suspender essa carreira, em Maio de 1938, alegando o mau estado do piso da estrada. No mês seguinte, no dia 2 de Julho, Torrozelas volta ter carreiras de transportes coletivos. 
Efetivamente, a passagem da estrada por Torrozelas não só trouxe benefícios no aspeto estético, mas também no económico na medida em que nesta altura algumas pessoas aqui se fixaram, por razões de trabalho. 
Porém, o estado do troço Cabeço do Mioto-Torrozelas continuava por empedrar e, por isso, esta povoação voltou a ficar, temporariamente, sem carreiras de transportes coletivos, o que aconteceu em meados de 1940. 

## Comunicações
Os novos meios de comunicação também já estavam a chegar e assim, no dia 29 de Abril de 1953, entra em funcionamento o telefone. O telefone público, que foi instalado no estabelecimento de António Baptista, tinha o número 706, pertencendo o outro ao Padre Cruz Dinis, pároco em S. António dos Olivais-Coimbra. 

## Escola

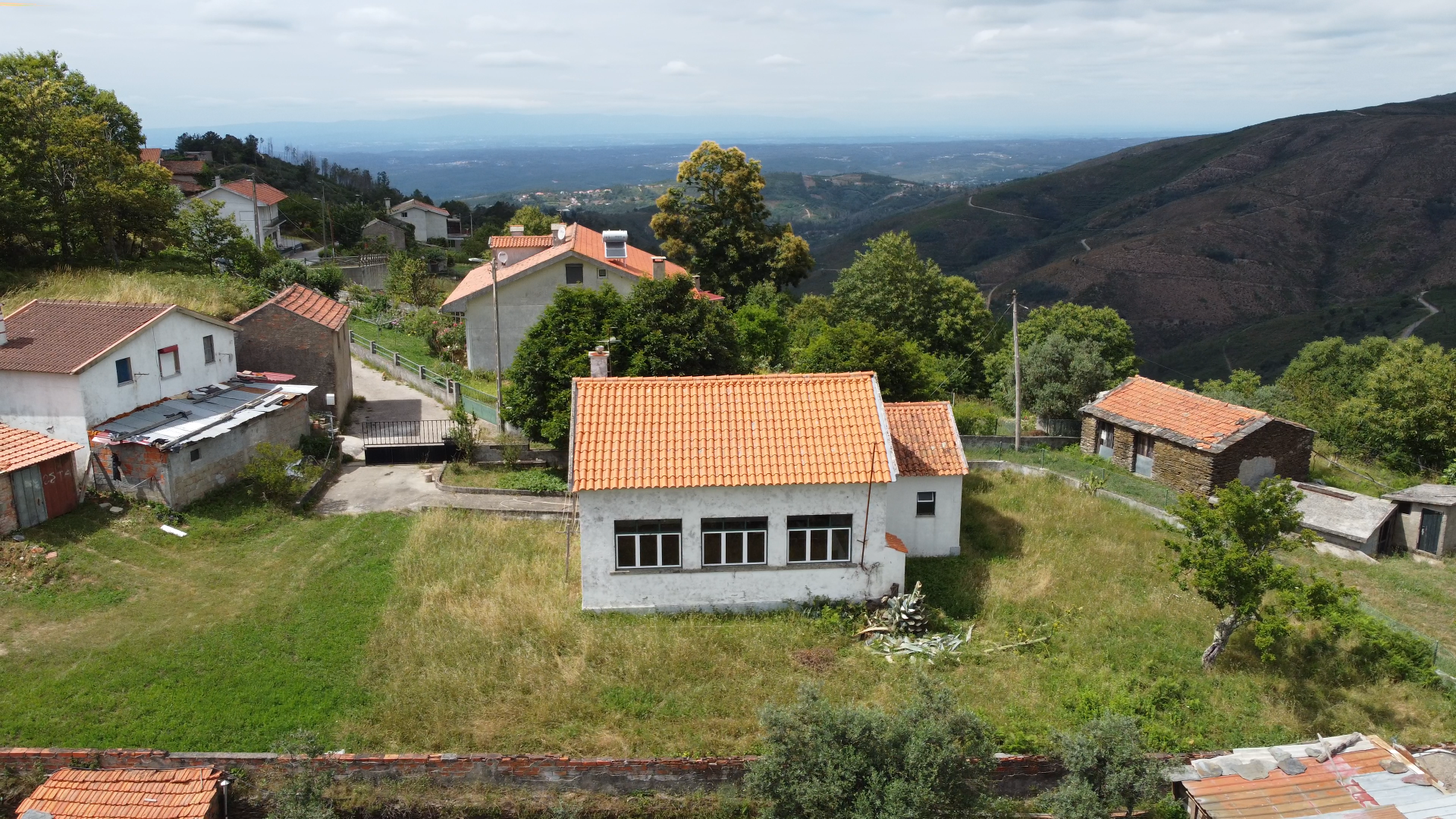
Escola em 2021

A criação da Escola veio gerar outro importante movimento associativo na medida em que, por falta de edifício próprio, aquele estabelecimento de ensino funcionava numa casa particular. Por causa disso, em 1925, foi formada uma comissão para angariar dinheiro das obras na nova escola. A outubro de 1957 a Escola encontrava-se quase concluída, sendo inaugurada a 25 de maio de 1958.  

## Posto médico, eletricidade e empedramento
Em 1961, todas as energias dos torrozelenses estão concentrados no projeto de eletrificação. A inauguração da energia elétrica representou uma importante fase na evolução social de Torrozelas O grande dia chegou em 19 de agosto, assinalando a data não apenas a inauguração da energia elétrica, como também a do Posto Médico e o empedramento do troço da estrada entre o Cabeço do Mioto e Torrozelas, sob a tutela dos Serviços Florestais. 

## Casa de cultura e recreio
A construção da Casa de Cultura e Recreio representa o último grande esforço financeiro da Comissão de Melhoramentos. 
Em outubro de 1972, é anunciado que já está adquirido o terreno para a sua construção, pelo que vai ser elaborado o respetivo projeto. A 1981 foi possível concluir as obras do edifício da Casa da Cultura e Recreio que tem no 1º piso um salão de festas com palco, bar e casa de banho, enquanto que no 2º piso se situam dois apartamentos. 

## Eira
A Eira é um conjunto urbanístico, que se ergue no cimo do monte junto aos Penedos, ao fundo dos quais corre em vale profundo a ribeira de Aveleira que nasce ao fundo da serra do mesmo nome. Nesse local, desenvolveu-se um pequeno povoado, como que um prolongamento de Torrozelas, não só por razões ligadas à agricultura (facilitada pela abundância de água), mas também por questões industriais. 
De facto, durante largo tempo aqui se mantiveram duas ou três famílias, tendo o lugar ficado desabitado em meados dos anos 80. Conhecido por Ribeira de Aveleira ou por Pisão, esta ultima designação resulta da existência de equipamento artesanal no qual, com a ajuda da água, o "pisão", constituído por pesadas peças de carvalho, procedia a trabalhos de tecelagem. A existência de artesãos neste local isolado, conhece-se desde o século XIX, pertencendo, maioritariamente, a uma família de apelido Carvalho, de Torrozelas. Nesta mesma ribeira, em meados do século XX, estava localizada uma azenha à qual era de grande utilidade para o povoado, dado que eram aí moídos os cereais produzidos nas terras agrícolas adjacentes às Torrozelas, que posteriormente eram utilizados na confeção de bens alimentares, nomeadamente pão e broa. 